# DC Universe Infinite
Pour les articles homonymes, voir DCU.
DC Universe Infinite, anciennement DC Universe, est un service géré par Warner Bros. Discovery via ses deux filiales, DC Entertainment et Warner Bros. Digital Networks.
Lancé en 2018, le service propose sous forme numérique, une sélection de comics issues du catalogue de l'éditeur ainsi qu'une encyclopédie interactif, un espace de discussion pour les abonnés et une boutique en ligne de produits dérivés.
Dans un premier temps, le service proposait également en SVOD de nombreuses productions cinématographiques, animées ou télévisées adaptées de l'univers de l'éditeur DC Comics, dont certaines en exclusivités. Néanmoins, avec le lancement d'HBO Max en 2020, le service se concentre sur sa bibliothèque numériques et ses productions originales en cours sont transférées sur HBO Max ou The CW.
Pour marquer ce changement, le service est alors renommé DC Universe Infinite en 2021.

## Historique

### Développement

Ancien logo de DC Universe.

En avril 2017, WarnerMedia annonce la création d'un service de SVOD dédié aux productions de l'univers DC Comics.
En juin 2018, le contenu du service est dévoilé par la société : un accès aux anciennes productions cinématographique, animées et télévisées ; une sélection de comics de l'éditeur qui changera d'une période à l'autre ; un encyclopédie en ligne ; un forum de discussion ainsi qu'une boutique de produits dérivés avec des prix réduits. Le service proposera également des productions originales ainsi que des émissions sur le thème de DC Comics.

### Arrêt de la SVOD
En 2019, lors de l'annonce d'HBO Max, un service de SVOD qui réunira les productions des multiples filiales de WarnerMedia, la société confirme que DC Universe ne sera pas supprimé mais qu'il partagera néanmoins une partie de son catalogue avec HBO Max dont une sélection de ses séries originales. Néanmoins, Kevin Reilly, le responsable du contenu d'HBO Max, précise en janvier 2020 que des discussions sont en cours sur la manière dont les deux services pourraient fonctionner ensemble.
Quelques mois après la lancement d'HBO Max, il est dévoilé que les abonnés de DC Universe pourront s'abonner au nouveau service à prix réduit. Puis en juillet 2020, DC Universe cesse de proposer la possibilité de s'abonner à l'année. Quelques mois plus tard, Jim Lee de DC Comics annonce que DC Universe ne proposera plus de SVOD et que ces programmes en cours seront transférés sur HBO Max, à l'exception de Stargirl récupérée par la chaîne The CW. Il précise également que le service va désormais se concentrer sur sa bibliothèque numérique.
En septembre 2020, il est dévoilé que le service sera renommé DC Universe Infinite dès le 21 janvier 2021, pour marquer son changement de direction.

## Disponibilité
Le service a été lancé aux États-Unis le 15 septembre 2018. En plus de son site internet, le service est accessible via une application sur iOS, Android et sur certaines consoles de jeux ainsi que sur les télévisions connectées et via Apple TV, Android TV, Amazon Fire TV et Chromecast. Chaque abonnement donne accès au service sur deux écrans en simultané.
Depuis 2021, le service ne propose plus aucun contenu en SVOD et n'est donc plus qu'accessible sur son site internet ainsi que via une application sur iOS et Android.

## Programmation originale
- DC Daily (en) (2018-2020)
- Titans (2018-2019, saisons 1 et 2)
- Doom Patrol (2018-2020, saisons 1 et 2 / saison 2 co-diffusé avec HBO Max)
- La Ligue des justiciers : Nouvelle Génération (Young Justice) (2019, saison 3 / 2010-2012 sur Cartoon Network)
- Swamp Thing (2019)
- Harley Quinn (2019-2020, saisons 1 et 2)
- DC Universe All Star Games (en) (2020)
- Stargirl (2020, saison 1, co-diffusé avec The CW)